# 柯柯牙镇
柯柯牙镇，原为塔格拉克牧场，是中华人民共和国新疆维吾尔自治区阿克苏地区温宿县下辖的一个镇。

## 行政区划
柯柯牙镇下辖以下村级行政区划单位：
亚依拉克村、塔格拉克村、帕克勒克村、达什喀勒克村、阿特奥依纳克村和塔格拉克农业队村。